# Myotis levis
Myotis levis е вид бозайник от семейство Гладконоси прилепи (Vespertilionidae).

## Разпространение
Видът е разпространен в Аржентина, Бразилия и Уругвай.